# Шумска стрнадица
Шумска стрнадица (лат. Emberiza rustica) је птица певачица из породице стрнадица Emberizidae, групе коју већина модерних аутора сада одваја од зеба, Fringillidae. Име рода Emberiza потиче од старонемачке речи Embritz, што значи стрнадица. Специфична епитет rustica је латинска за „рустикални, једноставан“.

## Таксономија
Шумску стрнадицу је први пут формално описао 1776. године пруски природњак и истраживач Петер Симон Палас, а Даурија у Русији је наведена као типични локалитет. Шумска стрнадица је класификована у род Emberiza, типичне стрнадице, у породици Emberizidae. Унутар породице Emberiza, шумска стрнадица је сестринска врста малој стрнадици (Emberiza pusilla).
Постоје две подврсте:
- Emberiza rustica rustica (Pallas, 1776) - гнезди се у тајги широм већег дела Евроазије од Скандинавије до Сибира
- Emberiza rustica latifascia (Portenko, 1930) - гнезди се у далеком источном Сибиру од Јакутије до Камчатке

## Опис
Ова птица је сличне величине као барска стрнадица (Emberiza schoeniclus). Има беле доње делове тела са црвенкастим боковима, ружичасте ноге и ружичасту доњу вилицу. Мужјак у гнездећем перју има црну главу са белим грлом и суперцилијумом и црвенкастом траком на грудима.
Женка има јако пругаста смеђа леђа и смеђе лице са беличастим суперцилијумом. Подсећа на женку барске стрнадице, али има црвенкасте пруге на боковима, кестењасти потиљак и ружичасту, а не сиву, доњу вилицу.

## Распрострањеност и станиште
Гнезди се широм северног Палеарктика. Миграторна је врста, зимује у југоисточној Азији, Јапану, Кореји и источној Кини. Ретка је луталица у западној Европи
Шумска стрнадица се гнезди у влажним четинарским шумама. Четири до шест јаја полаже у гнездо у жбуњу или на земљи. Природна храна шумске стрнадице се састоји од семења, а када храни младе и инсеката.

## Оглашавање
Оглашавање је "зит", слична оглашаваљу дрозда певача (Turdus philomelos), а песма је меланхолична "деле-делу-делее".